# Ханджян, Агаси Гевондович
Агаси Гевондович Ханджян (30 января 1901, Ван, Османская империя — 9 июля 1936, Тбилиси, Грузинская ССР, СССР; захоронен в Ереванском городском пантеоне) — первый секретарь ЦК КП(б) Армении в 1930—36 гг.

## Биография
Родился в семье учителя. В 1915 году, спасаясь от геноцида, семья переселилась на Кавказ.
Окончил Ереванскую епархиальную школу и Эчмиадзинскую семинарию Геворгян, учился в Москве в Коммунистическом университете им. Свердлова (1921).
В 1917 г. вместе с Г. Гукасяном создал в Ереване Союз молодых марксистов-интернационалистов, а в 1919 г. с Г. Гукасяном и А. Будагяном — Армянскую молодёжную коммунистическую организацию «Спартак». В августе 1919 г. был арестован. В сентябре того же года избирается (заочно) членом Закавказского бюро коммунистических молодёжных организаций. В январе 1920 года участник подпольной конференции Армянского комитета РКП(б). В августе 1920 г. был арестован вторично и приговорен к 10 годам тюрьмы. В сентябре 1920 года заочно избирается членом ЦК КП(б) Армении. После установления советской власти в Армении в декабре 1920 г. избирается секретарем Ереванского горкома КП(б) Армении, по февраль 1921 г. Весной 1921 г. участник подавления дашнакского мятежа в северных районах Армении, член бюро ЦК КП(б)А и заместитель первого секретаря ЦК Геворга Алиханяна. В 1922-28 гг. ответственный работник Ленинградского губкома партии. В 1928 г. избирается вторым секретарем ЦК КП(б)А, 7 мая 1930 года на пленуме ЦК КП(б)А Ханджян избирается первым секретарем.
Летом 1932 г. секретарь ЦК КП(б) Армении по материальному снабжению Атанес Акопов выдвинул против первого секретаря ЦК Агаси Ханджяна обвинение в национализме и, не сработавшись с ним, убыл в Баку.
Член бюро Закавказского крайкома, член ЦИК СССР, ЗСФСР и Армянской ССР.
Член РСДРП(б) с марта 1917 г., делегат XV (1927), XVI (1930), XVII (1934, член ЦРК) съездов ВКП(б), VI и VII съездов Советов СССР.
Е. К. Багдасарьян, сестра жены Г. Гумедина, летом 1953 года писала: По словам Гумедина, Ханджян лично ему говорил, что Берия вызывал его к себе и предложил ему, Ханджяну, покончить самоубийством, но Ханджян отказался это сделать. Затем видели (кто именно — Гумедин или другие, не помню), что Ханджян сжигал какие-то бумаги. После Ханджяна обнаружили мертвым, но, по словам Гумедина, Ханджяна убили люди Берия, а потом лишь нашли ложное объяснение, почему его постель была залита кровью. Сущность беседы и именно такое утверждение Гумедина о преступных действиях Берия я хорошо помню….
В 1953 году на допросе по делу Берия свидетель Цатуров показывал, что был назначен на работу в Армению с указанием Берия добыть основания для снятия Ханджяна, спустя некоторое время Цатуров был в Тбилиси и случайно вошёл к Берия, когда у него находился Ханджян, а потом Цатуров отмечал:«Берия стал меня ругать, почему я цапаюсь с Ханджяном, он больной человек и его надо беречь».
Погиб при посещении Тбилиси в кабинете Л. П. Берия. Смерть А. Ханджяна, человека достаточно молодого, вызвала много пересудов и догадок. 
По словам А. Авторханова убийство Берией Ханджяна среди партийной элиты 30-х годов было общеизвестным. Приглашённый в Москву в 1937 году для беседы к Маленкову второй секретарь Чечено-Ингушского обкома Хаси Вахаев, шутя, спросил Авторханова: 
—  Как  ты  думаешь,  Абдурахман,  не  хочет  ли  Маленков  отправить меня к  Ханджяну?
Об этом же говорил на XXII съезде КПСС  председатель КГБ А. Н. Шелепин:
К совести Маленкова взывает и память многих работников партийного и советского аппарата Армении, арестованных по его указанию в связи с убийством первого секретаря ЦК партии Армении тов. Ханджяна, которого, как потом выяснилось, лично убил Берия в своём кабинете.
12 июля 1936 г. актив КП(б)А, заслушав сообщение второго секретаря Заккрайкома ВКП(б) С. А. Кудрявцева «Об обстоятельствах самоубийства секретаря ЦК Армении тов. Ханджяна», вынес резолюцию и направил письма Сталину и Берия. Из письма, адресованного Берия, составленного лично Аматуни: «Запутавшись в своих опасных политических ошибках, Ханджян пошел на предательский и провокационный акт самоубийства, направленный против партии… несмотря на огромную помощь, которую оказывал ему лично товарищ Берия».
20 июля 1936 г. Берия опубликовал в газете «Заря Востока» разгромную статью «Развеять в прах врагов социализма!» в которой отмечал: «Ханджян прямо покровительствовал оголтелым националистическим элементам среди армянской интеллигенции, среди части писателей… Пособничал террористической группе Степаняна…»
В июне 1937 года в письме Сталину А. С. Аматуни, сменивший Ханджяна на посту 1-го секретаря ЦК КП Армянской ССР, отмечал: «За время после разоблачения Ханджяна (10 месяцев) по Армении изобличено и арестовано 1365 человек (из них дашнако-троцкистов 900 человек)».

## Семья

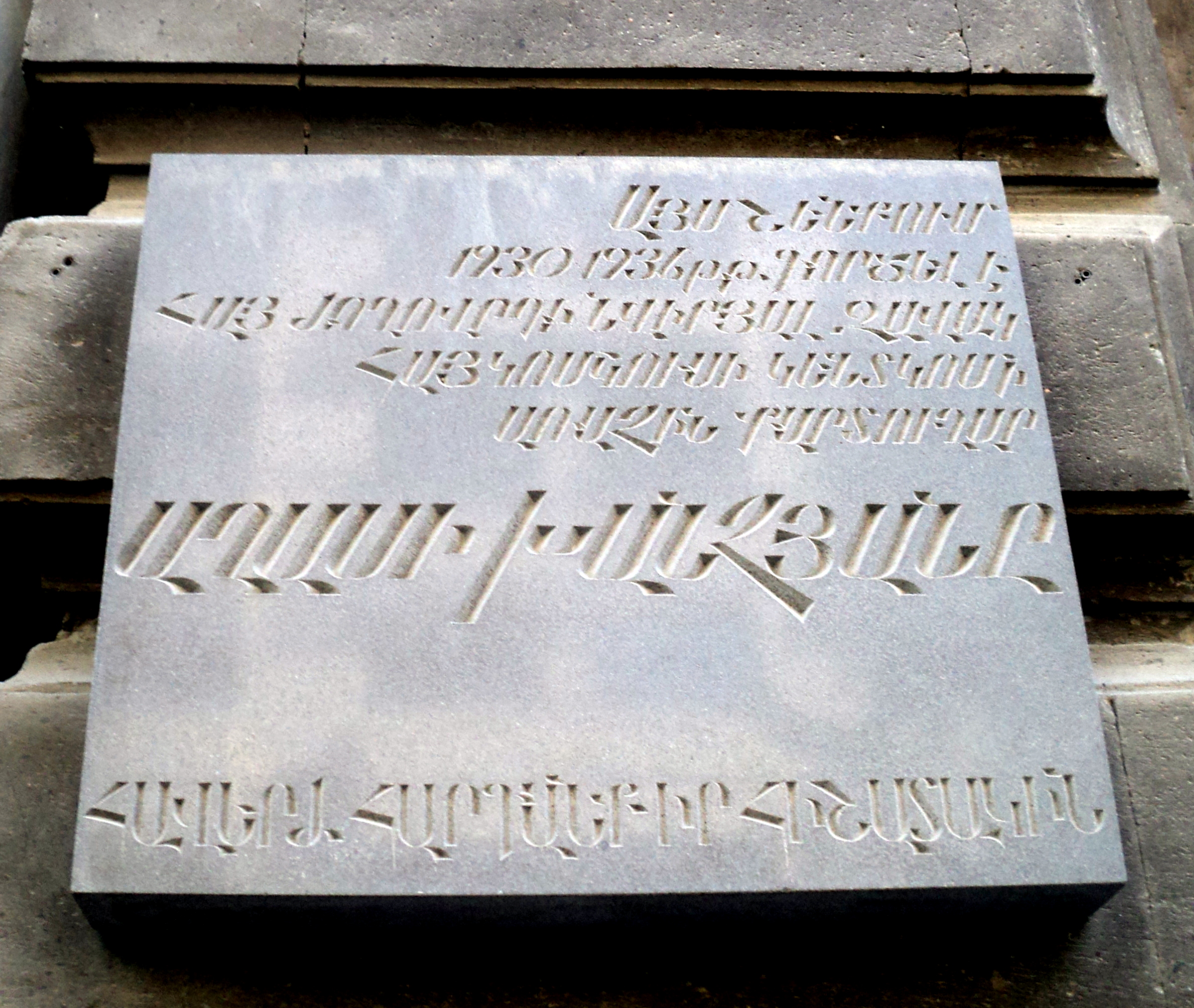
Мемориальная доска Ханджяну на д. 8 по улице Абовяна в Ереване.

- Жена — Роза Винзберг (или Виндзберг), была репрессирована[7]

## Награды
- Орден Ленина (20.12.1935) — за выдающиеся успехи в области сельского хозяйства и промышленности и за перевыполнение государственных планов по сельскому хозяйству.

## Память
- Мемориальная доска на д. 8 по улице Абовяна в Ереване.
- Именем Ханджяна названа ереванская улица.